# Eckhard Meinrenken
Eckhard Meinrenken ist ein deutsch-kanadischer Mathematiker und mathematischer Physiker, der sich mit symplektischer Geometrie, Differentialgeometrie,  Lietheorie und mathematischer Physik beschäftigt.

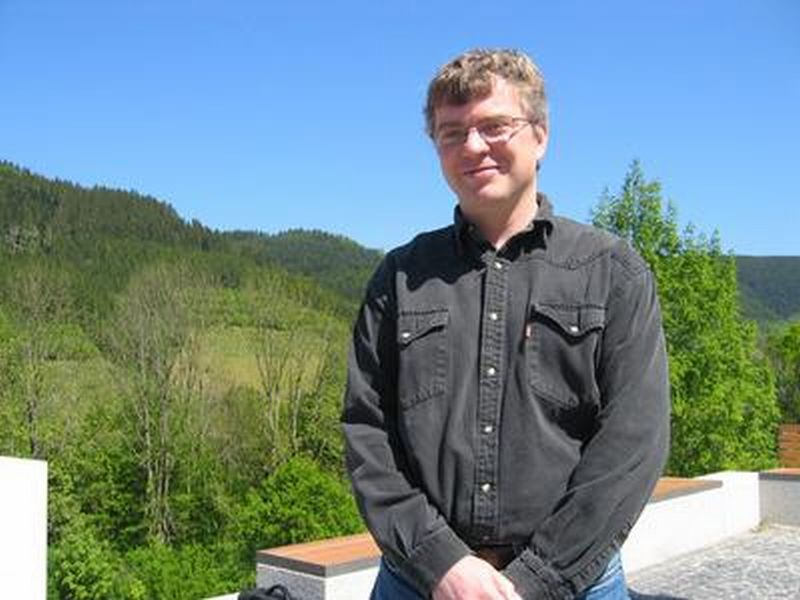
Eckhard Meinrenken (2007)

Meinrenken wurde 1994 an der Albert-Ludwigs-Universität Freiburg in Physik summa cum laude bei Hartmann Römer promoviert (Vielfachheitsformeln für die Quantisierung von Phasenräumen). Als Post-Doktorand war er am Massachusetts Institute of Technology, wo er 1995 bis 1997 Instructor war. 1998 wurde er Assistant Professor, 2000 Associate Professor und 2004 Professor an der University of Toronto.
1998 bewies er die Vermutung von Guillemin und Sternberg (Quantisierung kommutiert mit Reduktion) von 1982.
Er führte mit Anton Alekseev und Anton Malkin Impuls-Abbildungen mit Werten in Liegruppen in die symplektische Geometrie ein.
2001 erhielt er den Andre Aisenstadt Preis und 2003 den McLean Award der Universität Toronto. 2007 erhielt er die NSERC (Natural Sciences and Engineering Research Council of Canada) E. W. R. Steacie Memorial Fellowship. 2002 war er Gastredner auf dem Internationalen Mathematikerkongress in Peking (Clifford Algebras and the Duflo Isomorphism). Der Vortrag betraf gemeinsame Arbeiten mit Anton Alekseev (Universität Genf) über einen neuen Beweis des Duflo-Isomorphismus für quadratische Lie-Algebren. Mit Alekseev bewies er eine Vermutung von Kashiwara-Vergne.
2008 wurde er Fellow der Royal Society of Canada. Er ist Herausgeber der Comptes rendus mathématiques (Mathematical Reports) der Royal Society of Canada und Mitherausgeber der Documenta Mathematica.